# Teratosphaeria alcornii
Teratosphaeria alcornii är en svampart som beskrevs av Crous 2009. Teratosphaeria alcornii ingår i släktet Teratosphaeria och familjen Teratosphaeriaceae.   Inga underarter finns listade i Catalogue of Life.